# Soyuz TMA-02M
Soyuz TMA-02M là một chuyến bay tàu vũ trụ Soyuz đến Trạm Vũ trụ Quốc tế, vận chuyển ba thành viên của phi hành đoàn Expedition 28 lên trạm. Soyuz TMA-02M là chuyến bay thứ 110 của tàu vũ trụ Soyuz, chuyến bay đầu tiên phóng vào năm 1967. Đây là chuyến bay thứ hai của tàu vũ trụ Soyuz-TMA-M cải tiến, chuyến đầu tiên là Soyuz TMA-01M vào ngày 7 tháng 10 năm 2010. Tàu Soyuz vẫn ở trên trạm không gian trong suốt khoảng thời gian của Expedition 28-29 để phục vụ như là một phương tiện thoát hiểm khẩn cấp.
Tàu vũ trụ Soyuz đã phóng từ sân bay vũ trụ Baikonur vào thứ ba, ngày 7 tháng 6 năm 2011 lúc 20:12 UTC (08 tháng sáu 2011, 02:12 giờ địa phương).Hai ngày sau khi phóng, tàu Soyuz đã cập vào Trạm Vũ trụ Quốc tế lúc khoảng 5:22 EDT (21:17:49 UTC), thứ Năm ngày 9 tháng 6. Tàu vũ trụ mang theo một phi hành đoàn ba người (Sergey Volkov người Nga; Michael E. Fossum người Mỹ; Satoshi Furukawa người Nhật Bản). Tàu đã hạ cánh tại Kazakhstan lúc 02:26 UTC ngày 22 tháng 11 năm 2011.

## Phi hành đoàn
| Vị trí             | Phi hành gia                                                                                            |
| ------------------ | --- |
| Chỉ huy            | Sergei A. Volkov, Roscosmos - Thành viên phi hành đoàn Expedition 28 - Chuyến bay vũ trụ thứ 2          |
| Kỹ sư chuyến bay 1 | Michael E. Fossum, NASA - Thành viên phi hành đoàn Expedition 28 - Chuyến bay vũ trụ thứ 3 và cuối cùng |
| Kỹ sư chuyến bay 2 | Satoshi Furukawa, JAXA - Thành viên phi hành đoàn Expedition 28 - Chuyến bay vũ trụ đầu tiên            |

### Phi hành đoàn dự phòng
| Vị trí             | Phi hành gia                 |
| ------------------ | ---------------------------- |
| Chỉ huy            | Oleg D. Kononenko, Roscosmos |
| Kỹ sư chuyến bay 1 | Donald R. Pettit, NASA       |
| Kỹ sư chuyến bay 2 | André Kuipers, ESA           |